# Zack és Miri pornót forgat
A Zack és Miri pornót forgat (eredeti angol cím: Zack and Miri Make a Porno) 2008-ban bemutatott amerikai romantikus filmvígjáték, melyet Kevin Smith írt és rendezett. A főbb szerepekben Seth Rogen és Elizabeth Banks látható.

## Rövid történet
Két egykori gimnazista osztálytárs reménytelen anyagi helyzetét egy amatőr pornófilm leforgatásával próbálja megoldani.

## Cselekmény
Zachary és Miriam gimnáziumi osztálytársak voltak, örök vesztes típusként az iskola után nem tudtak a társadalomba beilleszkedni és karriert csinálni. Közös lakást bérelnek és napi megélhetési gondokkal küszködnek. Egy napon adósságaik miatt kikapcsolják a vizet, a fűtést és a villanyt a lakásban. Zack egy kávézóban, Miri egy áruházban dolgozik és keresetük olyan kevés, hogy teljesen reménytelennek tűnik az adósságok visszafizetése.
A középiskolai osztálytalálkozójukon Miri megpróbálja ágyba csábítani Bobby Longot, azt az osztálytársát, akit mindig szeretett volna megkapni. Miközben a lány a fiút fűzi, Zack véletlenül megismerkedik Bobby párjával, Brandonnal, így azt is megtudja, hogy Bobby  homoszexuális. Brandon részegen kifecsegi, hogy exkluzív melegpornókban szerepel, így Miri kellemetlen helyzetbe kerül. Mégis később ez a beszélgetés adja a nagy ötletet Zack és Miri számára: saját pornófilmet készítenek és annak bevételéből rendezik majd anyagi helyzetüket.
Magukhoz hasonló vesztesekből verbuválnak stábot, a producer Zack munkatársa, Delaney lesz és egy lepukkant garázsban kezdik forgatni a Csiklók háborúja című filmet. Azonban már az első forgatási nap után bajba kerülnek, mert az épületet lebontják és odaveszik minden jelmezük. Zacknek új ötlete támad: a kávézóban forgatnak majd zárás után. Miután megtalálják a főnök rejtett kameráját, felszerelésük is lesz. A forgatás során elérkezik az a nap, amikor az eredeti ötlet szerint Miri és Zack közösülnek egymással. Hiába egyeznek meg azonban, hogy ez csupán egy érzelemmentes pornós szex a pénzért, a felvételkor mégis intim és szenvedélyes szeretkezés lesz belőle. Mindketten megzavarodnak, hiszen ettől kezdve új szemmel tekintenek egymásra, a régi barátságuk helyett valami más alakul ki közöttük.
Zack átírja a forgatókönyvet, így Mirinek nem kell mással lefeküdnie, de a lány úgy tudja, Zack a stáb többi nőtagjával további jelenetekben szerepel majd. Az egyik színésznő, Stacey egy „próbakörre” is magával viszi Zack-et. Miri azonban arról nem tud, hogy az iránta táplált érzelmei miatt Zack visszautasítja Stacey-t. Miri dacból folytatni akarja a szerepet és ezen csúnyán összevesznek Zack-kel. A fiú elrohan és mire Miri hazaér, már a lakásból is kiköltözött.
A történet három hónappal később folytatódik. Zack még a korábbinál is vacakabb munkát talált, Miri pedig (hogy fizetni tudja a lakás bérletét) összeköltözik Lesterrel, az egyik pornószínésszel. Delaney és Deacon felkutatják Zacket és elmesélik neki, hogy Mirit nagyon felzaklatta a távozása és sem akkor, sem később nem feküdt le más férfival. Zack ekkor visszarohan a régi lakásba, tisztázódnak a félreértések és a két régi barátból valódi szerelmespár lesz.
A stáblista utáni jelenet szerint Zack és Miri összeházasodtak, majd Delaney pénzéből sikeres produceri céget alapítottak, mely amatőr pároknak segít saját szexvideóik elkészítésében.

## Szereplők
| Szerep                                | Színész               | Magyar hang        | Magyar hang     |
| Szerep                                | Színész               | 1. szinkron (2009) | 2. szinkron     |
| ------------------------------------- | --------------------- | ------------------ | --------------- |
| Zack Brown                            | Seth Rogen            | Schneider Zoltán   | Kisfalusi Lehel |
| Miriam "Miri" Linky                   | Elizabeth Banks       | Solecki Janka      | Mezei Kitty     |
| Delaney, Zack munkatársa és producere | Craig Robinson        | Kapácsy Miklós     | Kapácsy Miklós  |
| Lester, amatőr pornószínész           | Jason Mewes           | Rába Roland        |                 |
| Bubi, amatőr pornószínésznő           | Traci Lords           | Németh Kriszta     | Böhm Anita      |
| Deacon, az operatőr                   | Jeff Anderson         | Seder Gábor        |                 |
| Stacey, amatőr pornószínésznő         | Katie Morgan          | Mezei Kitty        | Molnár Ilona    |
| Barry                                 | Ricky Mabe            | Pálmai Szabolcs    | Joó Gábor       |
| Brandon St. Randy, Bobby szeretője    | Justin Long           | Dányi Krisztián    |                 |
| Bobby Long, volt osztálytárs          | Brandon Routh         | Nagy Ervin         |                 |
| részeg vásárló                        | Tyler Labine          | Földi Tamás        | Vári Attila     |
| Delaney felesége                      | Tisha Campbell-Martin | Sági Tímea         | Makay Andrea    |
| Jenkins                               | Tom Savini            | Katona Zoltán      | Mihályi Győző   |
| Betsy, volt osztálytárs               | Jennifer Schwalbach   | Orosz Helga        |                 |
| Mr. Surya                             | Gerry Bednob          | Várday Zoltán      | Kassai Károly   |
| Zack II, volt osztálytárs             | Kenny Hotz            | Boros Zoltán       |                 |